# Gottfried Wilhelm Christian von Schmettau
Gottfried Wilhelm Christian rigsgreve von Schmettau (12. juni 1752 på godset Trebbau i Mecklenburg – 25. april 1823 i København) var en dansk officer.
Han blev født i Mecklenburg, hvor faderen, dansk kammerherre og regeringsråd i Oldenburg Leopold rigsgreve von Schmettau, ejede nogle godser. I sit 8. år udnævntes Schmettau til kornet i livregiment ryttere, men først 4 år senere kom han til København for at få en militær opdragelse. Han blev 1767 ansat ved Livgarden til Hest, men hørte allerede, inden Struensee 1771 fik garderne opløst, til de «reducerede» officerer. 1772 kom han til slesvigske infanteriregiment, 1774 til jyske lette dragoner, blev ritmester og 1788 major (anciennitet fra 1781) ved Husarregimentet. Her fra kom han 1790 til slesvigske ryttere, blev 1792 oberstløjtnant og 1803 oberst i livregiment ryttere, som han kommanderede under chefens, prins Christian af Hessens, udenlandsrejse. 1806 blev han chef for jyske lette dragoner, men en måned derefter kommandør for Livgarden til Hest, hvilken post han beklædte til sin død, 25. april 1823. Under Københavns belejring 1807 deltog han i det af Ernst Peymann sammenkaldte krigsråd og fik det pinagtige hverv at overbringe kronprinsen meldingen om Københavns kapitulation. I 1809 blev han generalmajor og var designeret til som chef for en kavaleribrigade at deltage i den påtænkte overgang til Skåne. Han blev generalløjtnant 1814, Kommandør af Dannebrog 1817. Fra 1813 var Schmettau forstander for den militære manege samt i direktionen for Stutterivæsenet og Veterinærskolen. 1776 optoges han i den danske adel.
Han blev gift 1. gang 6. januar 1790 i Hørsholm med Elisabeth Alexandrine f. de Hemert (31. juli 1768 – 8. april 1793), datter af kommandør i Flåden Gisbert de Hemert; 2. gang 30. januar 1801 med Margrethe Wilhelmine f. von Stemann (5. januar 1780 – 12. januar 1865), datter af overpræsident i Altona Christian Ludwig von Stemann (1730-1813) og 2. hustru, Isabella Eleonora Dorothea f. von Schmettau (1750-1818). Med sin 2. hustru, der var dekanesse på Vallø Stift fra 1840 og til sin død, havde Schmettau bl.a. en datter, gift med minister Carl Emil Bardenfleth, og en datter, gift med minister F.F. Tillisch.
Han er begravet på Assistens Kirkegård.